# Peter Udell
Peter Udell (Great Neck, 1929) è un paroliere e librettista statunitense, noto soprattutto per il suo lavoro nel teatro musicale di Broadway.

## Biografia
Durante gli anni sessanta si affermò come paroliere di canzoni di successo come "Sealed With a Kiss", "Save Your Heart from Me" e "Hurting Each Other". 
Negli anni settanta e primi anni ottanta, Udell lavorò come paroliere e librettista di musical di Broadway, scrivendo le parole di commedie musicali come Purlie (1970), Shenandoah (1975), Angel (1978), Comin' Uptown (1979) ed Amen Corner (1983).
Per il suo lavoro come paroliere e librettista di Shenandoah vinse il Tony Award al miglior libretto di un musical e ottenne una candidatura al Tony Award alla migliore colonna sonora originale.